# توماس استرلینگ
توماس استرلینگ (به انگلیسی: Thomas Sterling) سناتور سابق عضو حزب جمهوری‌خواه ایالات متحده آمریکا بود. وی در سال ۱۹۱۳ تا ۱۹۲۵ میلادی سناتور ایالت داکوتای جنوبی در سنای ایالات متحده آمریکا بود.